# Terence Longdon
Terence Longdon, születési nevén Hubert Tuelly Longdon (Newark-on-Trent, Nottinghamshire, Egyesült Királyság, 1922. május 14. – Oxford, Oxfordshire, 2011. április 23.) brit (angol) színpadi és filmszínész.

## Élete

### Származása, tanulmányai
A második világháború alatt harci pilótaként szolgált a Haditengerészeti Légierőnél (Fleet Air Arm), amely az Atlanti-óceáni konvojok védelmét látta el. Támaszpontjuk Blackpool környékén volt, Longdon itt közreműködött egy, a katonák számára rendezett show-műsorban. Douglas Hurn színész, a hadsereg szórakoztató társulatának tagja bátorította további színjátszásra.

### Színészi pályája
A háború után 1946–1948 között elvégezte a londoni Royal Academy of Dramatic Artot, a neves angol drámaiskolát. Első színpadi fellépésére 1948-ban, a sheffieldi Lyceum Theatre-ban került sor. Ugyanebben az évben már szerepelt a londoni West End színházban is. 
Országos ismertséget szerzett a Garry Halliday című brit televíziós sorozat főszereplőjeként, ahol egy kalandkereső harci pilótát alakított. A sorozatot az 1950-es és 1960-as években sugározták. További BBC tévésorozatokban is szerepelt karaktereszínészként: The Sandbaggers-ben (1978–1980), a Danger Man-ben (1960, 1964) és a Bosszúállók (The Avengers) sorozatban.
1958-ben karakteres mellékszerepet kapott a Máshol, máskor című háborús romantikus filmben, Sean Connery és Lana Turner mellett. 
1959-ben ő volt Drusus, Messala segédtisztje, William Wyler monstre Ben Hur filmjében. 
1958–1961 között szerepelt négy korai Folytassa-filmben, mindegyikben finom angol úrifiú karakterét adta. Kisebb filmekben főszerepeket is kapott, ezek közül említést érdemel Martin Lord szerepe Montgomery Tully rendező 1963-as Clash by Night c. krimi-thrillerében.
Magyar szinkronhangját Juhász György, Gáti Oszkár és Ujréti László adták.

### Magánélete, elhunyta
1953-ben feleségül vette Barbara Jefford (1930–2020) klasszikus színpadi színésznőt, 1960-ban elváltak. 2004-ben Longdon ismét megnősült, Gillian Conyerst vette feleségül, aki haláláig vele maradt. Longdon visszavonulása után a házaspár Gloucestershire és Warwickshire határvidékén élt. Longdon egy oxfordi kórházban hunyt el 2011-ben, rákbetegség következtében, 88 éves korában.

## Főbb filmszerepei
Longdon ritka családneve több film stáblistájában elírva szerepel (Longden, Langdon stb.)
- 1952: Angels One Five, Falk harci pilóta
- 1953: Appointment in London, Dr. Buchanan
- 1954: Journey’s End, Stanhope kapitány
- 1955: Bizalmas jelentés (Mr. Arkadin), titkár
- 1956: Szép Heléna (Helen of Troy), Patroklosz
- 1956: A sosemvolt ember (The Man Who Never Was), Larry
- 1957: Doctor at Large, George sebészorvos
- 1957: Veszélyes száműzetés (Dangerous Exile), Sir Frederick Venner ezredes
- 1958: Ivanhoe, tévésorozat, Sir Waldemar
- 1958: The Silent Enemy, Bailey hadnagy
- 1958: Máshol, máskor (Another Time, Another Place), Alan Thompson
- 1958: Folytassa, őrmester! (Carry On Sergant), Miles Heywood
- 1959: Folytassa, nővér! (Carry on Nurse), Ted York
- 1959: Ben-Hur, Drusus
- 1960: Folytassa, rendőr! (Carry on Constable), Herbert Hall
- 1960: The Army Game, tévésorozat, Gervaise Featherstonehaugh
- 1960: Danger Man, tévésorozat, Saunders
- 1961: Folytassa tekintet nélkül! (Carry on Regardless), Montgomery Infield-Hopping
- 1961: On the Fiddle, légpuskás
- 1961: Micsoda blöff (What a Whopper), Vernon
- 1959–1962: Garry Halliday, tévésorozat, Garry Halliday harci pilóta
- 1963: Emergency-Ward 10, tévésorozat, Freddy Waters
- 1963: No Hiding Place, tévésorozat, Nigel Carpenter
- 1964: Clash by Night, Martin Lord
- 1964: Danger Man, tévésorozat, Rowland
- 1967: This Way for Murder, tévésorozat, Jim Raikes
- 1968: Bosszúállók (The Avengers), tévésorozat, George Neville
- 1973: The Bellcrest Story, tévésorozat, Bob Orpenshaw
- 1977: The New Avengers, tévésorozat, East parancsnok
- 1978: Vadlibák (The Wild Geese), tévésorozat, névtelen férfi
- 1978: The Sandbaggers, tévésorozat, titkosszolgálati parancsnok
- 1980: Marsbéli krónikák, tévéfilm, bölcs marslakó
- 1980: Tengeri farkasok (The Sea Wolves), Malverne
- 1982: Coronation Street, tévésorozat, Wilf Stockwell
- 1986: Sherlock Holmes visszatér (The Return of Sherlock Holmes), tévésorozat, Isa Whitney
- 2003: Hitler: A gonosz születése (Hitler: The Rise of Evil ), tévéfilm, 1. báró